# Compsodecta peckhami
Compsodecta peckhami là một loài nhện trong họ Salticidae.
Loài này thuộc chi Compsodecta. Compsodecta peckhami được Elizabeth Bangs Bryant miêu tả năm 1943.